# Кахул
Кахул (рус. Кагул) је град у Молдавији, и представља административни центар Кахулског рејона.

## Историја
Верује се да је Кахул насељен већ много векова, иако је имао неколико различитих имена током времена - име Scheia (стари румунски назив за „бугарски”) забележено је 1502, а име Frumoasa („лепа” на румунском) забележено је у 1716. Модерни назив добија према оближњем насељу након битке код Кахула.
Град се налази на месту на којем су се у историји често догађале војне битке. Град су освајали многи освајачи, попут Кнежевине Молдавије, Русије и Османског Царства. 
Град је био део Молдавије пре 1812. године, затим Русије 1812—1856, и опет Молдавије/Румуније 1856—1878. Од 1878. до 1918. део је Русије, а затим опет Румуније 1918—1940, те Совјетског Савеза од 1940. до 1941. За време Другог светског рата део је Румуније, а од 1944. до 1991. Совјетског Савеза и на крају Молдавије од 1991. до данас. Осим битака које су водиле на његовом подручју, Кахул је такође познат по својим бањама и народном музиком.

## Клима
Кахул има умереноконтиненталну климу (према Кепеоновој класификацији „Dfb” - влажна бореална клима са топлим летом), са четири годишња доба.
| Клима Кахула               | Клима Кахула | Клима Кахула | Клима Кахула | Клима Кахула | Клима Кахула | Клима Кахула | Клима Кахула | Клима Кахула | Клима Кахула | Клима Кахула | Клима Кахула | Клима Кахула | Клима Кахула |
| Показатељ \ Месец          | .Јан.        | .Феб.        | .Мар.        | .Апр.        | .Мај.        | .Јун.        | .Јул.        | .Авг.        | .Сеп.        | .Окт.        | .Нов.        | .Дец.        | .Год.        |
| -------------------------- | ------------ | ------------ | ------------ | ------------ | ------------ | ------------ | ------------ | ------------ | ------------ | ------------ | ------------ | ------------ | ------------ |
| Максимум, °C (°F)          | 0,2 (32,4)   | 1,8 (35,2)   | 7,9 (46,2)   | 15,9 (60,6)  | 21,6 (70,9)  | 25,0 (77)    | 26,8 (80,2)  | 26,5 (79,7)  | 22,6 (72,7)  | 15,9 (60,6)  | 8,5 (47,3)   | 2,6 (36,7)   | 14,6 (58,3)  |
| Минимум, °C (°F)           | −5,7 (21,7)  | −3,7 (25,3)  | −0,2 (31,6)  | 5,6 (42,1)   | 11,1 (52)    | 14,5 (58,1)  | 16,0 (60,8)  | 15,7 (60,3)  | 11,9 (53,4)  | 6,6 (43,9)   | 1,9 (35,4)   | −2,7 (27,1)  | 5,9 (42,6)   |
| Количина падавина, mm (in) | 36 (1,42)    | 39 (1,54)    | 33 (1,3)     | 41 (1,61)    | 56 (2,2)     | 76 (2,99)    | 66 (2,6)     | 56 (2,2)     | 48 (1,89)    | 28 (1,1)     | 38 (1,5)     | 40 (1,57)    | 557 (21,93)  |
| Дани са падавинама         | 12           | 13           | 10           | 10           | 11           | 11           | 10           | 8            | 7            | 7            | 11           | 12           | 122          |
| Извор: worldweather.org    |              |              |              |              |              |              |              |              |              |              |              |              |              |

## Становништво
Према подацима из 1920. број становника процењивао се на 12.000. У граду су живели Румуни, Јевреји, Немци, Бугари и Грци. Према попису становништва из 2004. у граду је живело 35.488 становника, према којима је Кахул шести град по величини у Молдавији. Када је у питању етнички састав, 60,5% су Молдавци/Румуни, 17,1% Руси, 11,1% Украјинци, 6,6% Бугари, 3,2% Гагаузи и 1,5% остали.

## Међународни односи
Кахул је побратимљен са:
- Меџидија, Румунија
- Васлуј, Румунија